# Juego de conexión
Un juego de conexión es un tipo de juego de estrategia abstracto en el que los jugadores intentan completar un tipo específico de conexión con sus piezas. Esto podría implicar formar un camino entre dos o más objetivos, completar un circuito cerrado o conectar todas las piezas para que estén adyacentes entre sí. Los juegos de conexión suelen tener reglas simples, pero estrategias complejas. Tienen componentes mínimos y se pueden jugar como juegos de mesa, juegos de computadora o incluso juegos de papel y lápiz.
En muchos juegos de conexión, el objetivo es conectar dos lados opuestos del tablero. En estos juegos, los jugadores se turnan para colocar o mover piezas hasta que un lado tiene una línea continua de piezas que conecta los dos lados del área de juego. Hex, TwixT y PÜNCT son ejemplos típicos de este tipo de juego.

## Juegos de conexión populares

Ejemplos de las tres estructuras ganadoras en Havannah, en un tablero de base 8. De izquierda a derecha, son la bifurcación, el anillo y el puente.

### Havannah
Havannah es un juego de mesa de estrategia abstracta para dos jugadores inventado por Christian Freeling . A diferencia de Hex u otros juegos de conexión, Havannah tiene tres objetivos por los que se esfuerza un jugador: crear un tenedor, un puente o un anillo. El logro de cualquiera de ellos resulta en victoria. Un anillo es un bucle alrededor de una o más celdas independientemente de si las celdas rodeadas están ocupadas por algún jugador o vacías. Un puente conecta dos de las seis celdas de las esquinas del tablero. Y finalmente, una horquilla conecta tres bordes de la tabla (un punto de esquina no se considera parte de un borde). Havannah tiene "una estrategia sofisticada y variada" y se juega mejor en un tablero hexagonal de base 10, con 10 casillas hexagonales por lado.
El juego fue publicado durante un período en Alemania por Ravensburger, con un tablero de base 8 más pequeño adecuado para principiantes. Hoy en día solo es producido por Hexboards.

### Hex

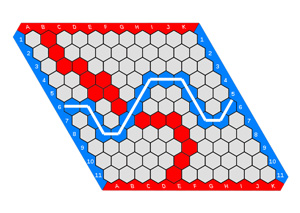
Tablero hexagonal de 11 × 11 que muestra una configuración ganadora para el jugador azul.

Hex es un juego de mesa de estrategia abstracta para dos jugadores en el que los jugadores intentan conectar lados opuestos de un tablero hexagonal. Hex fue inventado por el matemático y poeta Piet Hein en 1942 e independientemente por John Nash en 1948.
Se juega tradicionalmente en un tablero de rombo de 11 × 11, aunque los tableros de 13 × 13 y 19 × 19 también son populares. A cada jugador se le asigna un par de lados opuestos del tablero que deben intentar conectar, turnándose para colocar una piedra de su color en cualquier espacio vacío. Una vez colocadas, las piedras no se pueden mover ni quitar. Un jugador gana cuando conecta con éxito sus lados a través de una cadena de piedras adyacentes. Los empates son imposibles en Hex debido a la topología del tablero de juego.
El juego tiene una estrategia profunda, tácticas precisas y una base matemática profunda relacionada con el teorema del punto fijo de Brouwer. El juego se comercializó por primera vez como un juego de mesa en Dinamarca con el nombre de Con-tac-tix, y Parker Brothers comercializó una versión en 1952 llamada Hex; ya no están en producción. Hex también se puede jugar con papel y lápiz sobre papel cuadriculado con líneas hexagonales.

### Tak

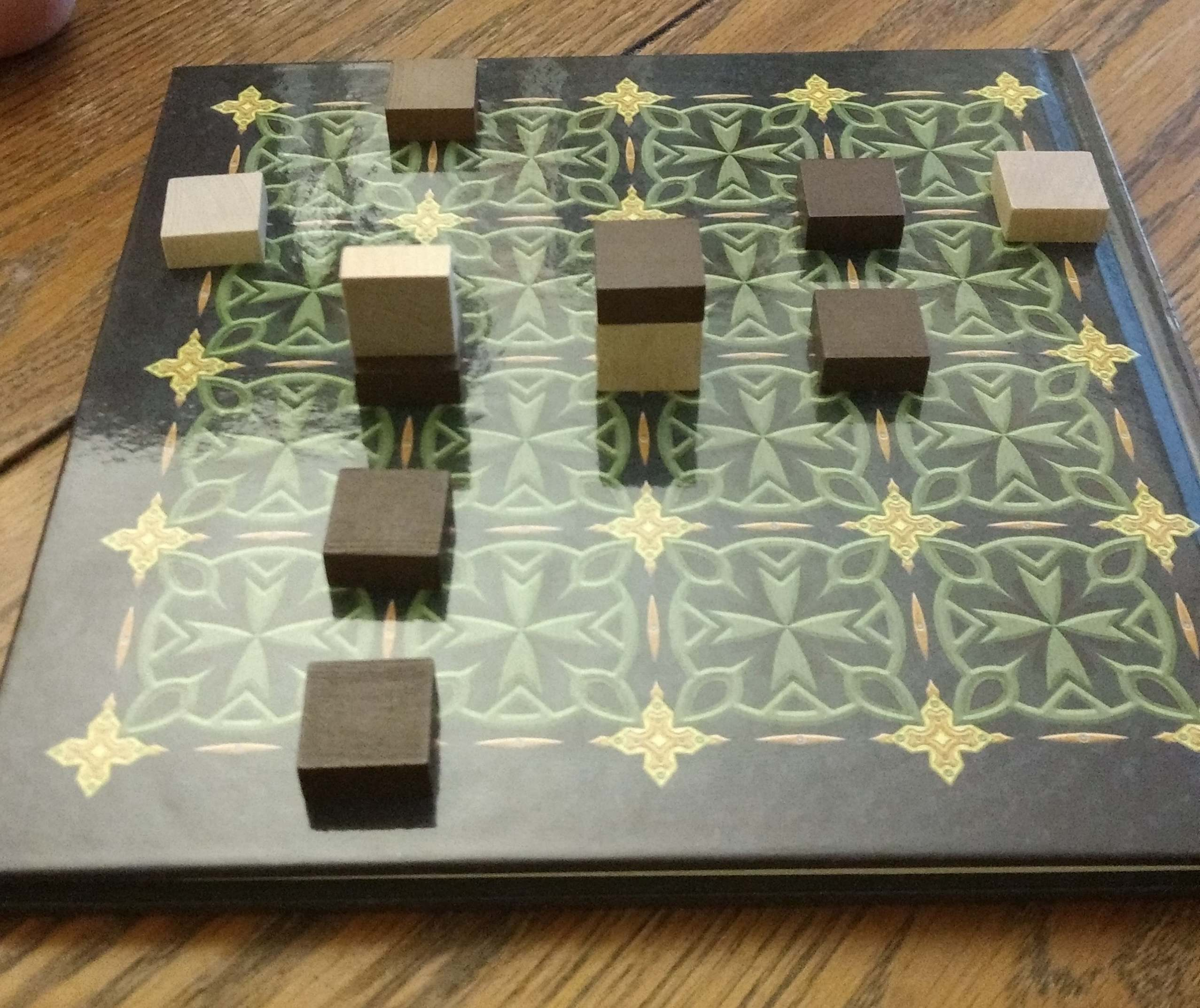
Tak siendo jugado con un set de "Taberna"

Tak es un juego de estrategia abstracto para dos jugadores diseñado por James Ernest y Patrick Rothfuss y publicado por Cheapass Games en 2016. Su diseño se basó en el juego ficticio de Tak descrito en la novela de fantasía de Patrick Rothfuss de 2011 The Wise Man's Fear .
El objetivo de Tak es ser el primero en conectar dos bordes opuestos del tablero con tus piezas, llamadas "piedras", y crear un camino. Para lograr esto, los jugadores se turnan para colocar sus propias piedras y construir su camino mientras bloquean y capturan las piezas de sus oponentes para obstaculizar sus esfuerzos en el mismo. Un jugador "captura" una piedra apilando una de sus piezas encima de la del oponente. Esto crea un elemento tridimensional para el juego que está ausente en otros juegos de conexión bien conocidos, como Hex. Además, el jugador puede colocar y mover una pieza llamada piedra angular o jugar piedras normales "de pie" en su borde. La piedra angular y las piedras verticales tienen diferentes poderes y reglas con respecto a su uso en el juego.

### Y
Y es un juego de mesa de estrategia abstracto , descrito por primera vez por John Milnor a principios de la década de 1950.  El objetivo de Y es similar al Hex excepto que cada jugador tiene el mismo objetivo de hacer una conexión entre los tres lados formando una "Y" en lugar de "poseer" lados específicos que deben estar conectados. El juego fue inventado de forma independiente en 1953 por Craige Schensted y Charles Titus. Es uno de los primeros miembros de una larga lista de juegos que Schensted ha desarrollado, cada juego más complejo pero también más generalizado.

## Lista de juegos de conexión
- Bridg-It, también llamado Gale
- Crosstrack
- Puntos
- Gonnect
- Havannah
- Hex, también llamado Con-tac-tix, Nash, o Polygon
- LOA
- Onyx
- PÜNCT
- Selfo
- Juego de cambio de Shannon
- Star
- *Star
- Tak (juego)
- Through the Desert
- Trax
- TwixT (juego)
- Y